# Mayville (Le Touquet-Paris-Plage)
Pour les articles homonymes, voir Mayville.

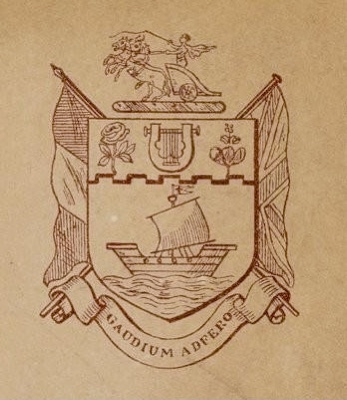
Armoiries du projet de la station balnéaire Mayville.

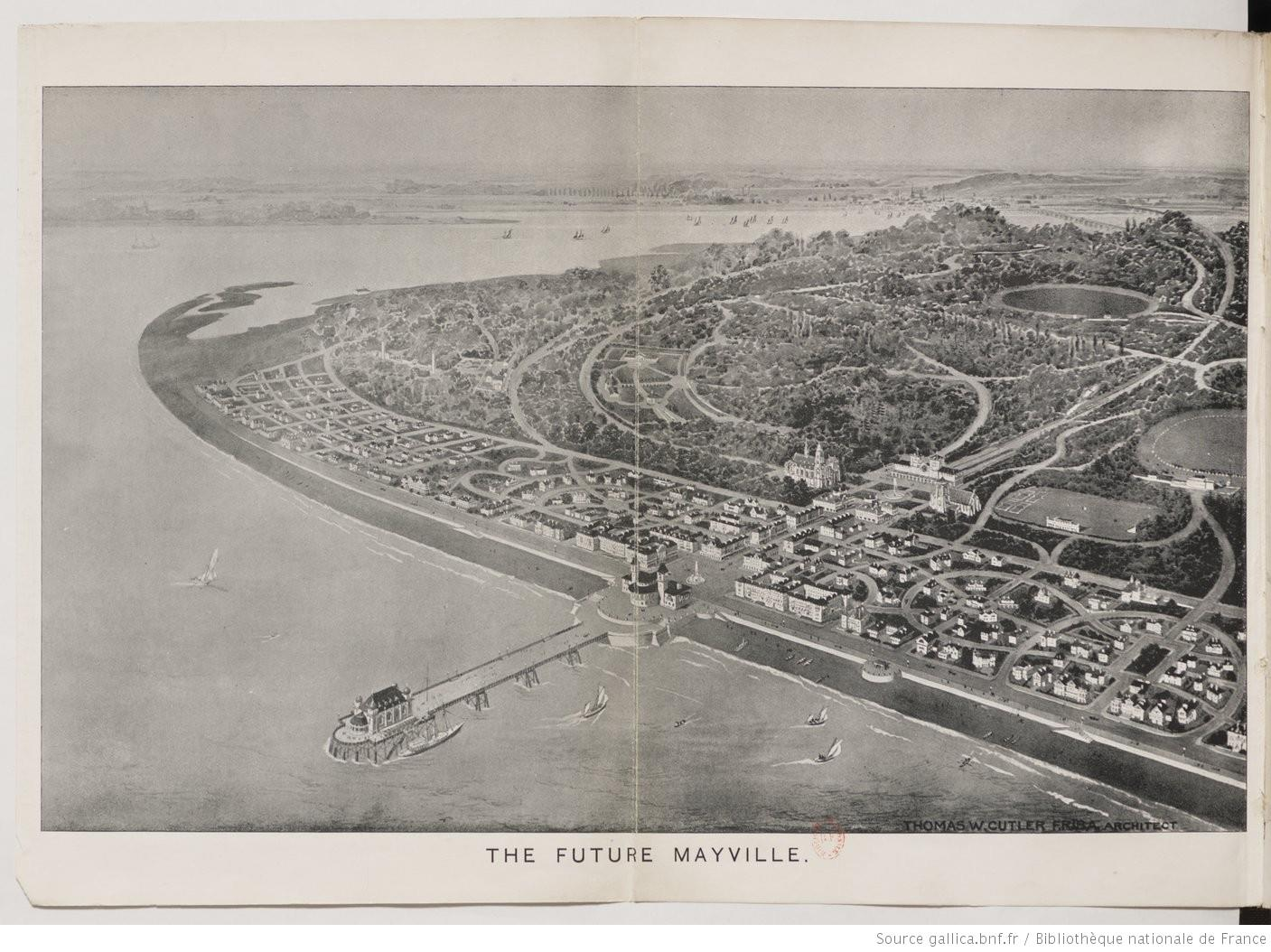
Photo simulant le projet Mayville.

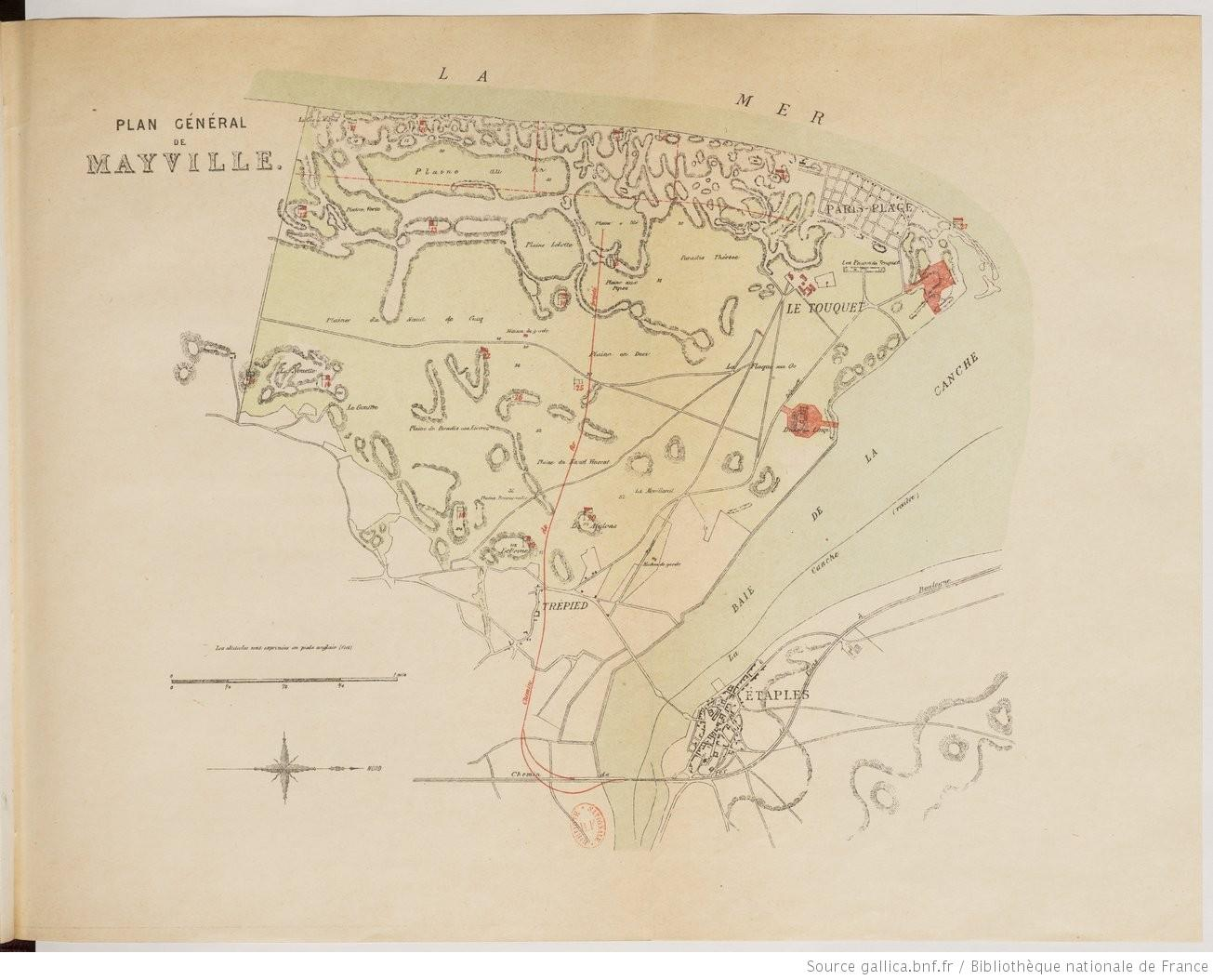
Plan général de Mayville.

Mayville ou, en anglais, an anglo-french pleasaunce désigne le projet de station balnéaire au sud de Paris-Plage, hameau de Cucq dans le département du Pas-de-Calais, projet initié, à la fin du XIXe siècle, par John Whitley, homme d’affaires britannique francophile. Ce projet grandiose ne verra pas le jour.

## Le projet

### Objectif et localisation
Dès 1892, John Whitley, qui veut apporter un prolongement à l'amitié du roi Édouard VII avec le gouvernement français, avec l'entente cordiale entre la France et l'Angleterre, souhaite créer un centre de divertissement, une station balnéaire grandiose, une pleasance. Cela permettrait de renforcer le rapprochement des deux peuples. Il se met à la recherche d'un site qui pourrait accueillir ce projet, pour cela il parcourt la côte française de la Manche et finit par choisir un endroit où s'étend une superbe forêt et la nouvelle station de Paris-Plage, créée par Alphonse Daloz.

### Élaboration
John Whitley arrive à Paris-Plage en 1894, la station ne compte que 173 constructions, et décide d'acheter, vers le sud de Paris-Plage, en bordure de mer, trois kilomètres de côte, sur 500 mètres de profondeur. Son projet est appelé « Mayville », en l'honneur de la princesse May épouse du duc d’York, futur George V, roi de Grande-Bretagne en 1910. Pour la réalisation de « Mayville », il constitue, en 1895, la Mayville Company Ltd, encouragé et appuyé par un comité de plus de cinquante membres dont Louis Pasteur, Sarah Bernhardt, Carrier-Belleuse et le duc de Morny. Le siège est à Étaples avec des bureaux à Londres au 14 Cockspur Street, S.W. et à Paris au 25 rue de la Paix.

### Plan et infrastructures

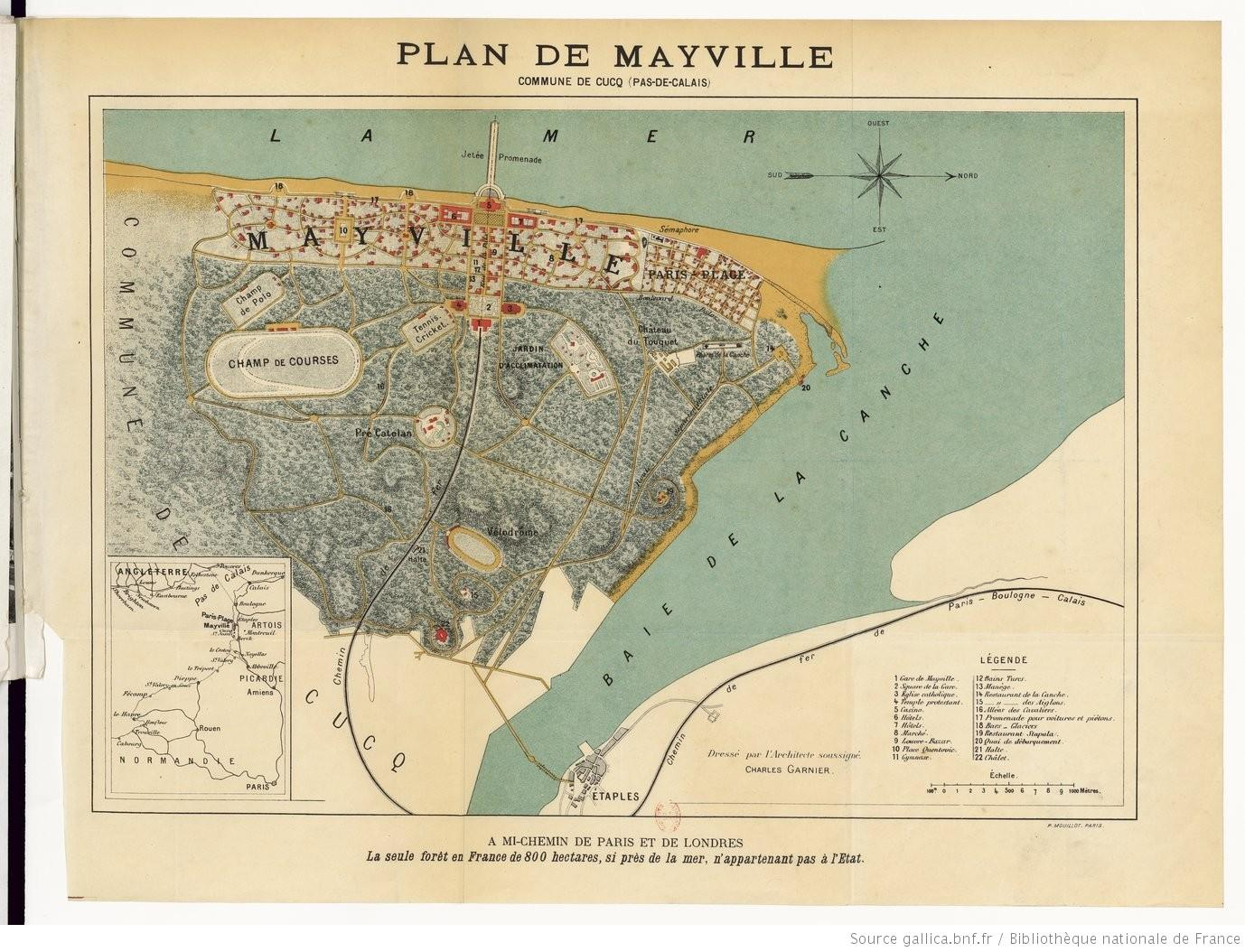
Plan du projet Mayville.

Les plans de la future station balnéaire sont confiés à Charles Garnier, architecte de l'opéra de Paris.
Le projet grandiose prévoit un espace quatre fois plus vaste que Paris-Plage et n’est ni géométrique (à la différence de Paris-Plage), ni symétrique (Paris-Plage étant rejeté à la périphérie).
Il y est prévu une gare de chemin de fer, une église catholique et un temple protestant, des grands hôtels, des restaurants, une jetée promenade sur la mer, on surnomme Mayville le Newport de l'Europe, un casino, un jardin zoologique avec lac, un Pré-Catelan comme celui du bois de Boulogne, une bibliothèque salle de concert, une succursale du Louvre (grand magasin parisien), un marché, des golf links, un champ de courses, des terrains de polo, de cricket, de football et de baseball, des courts de tennis, un vélodrome, un gymnase, une école d’équitation, un hammam, etc.

### Médiatisation

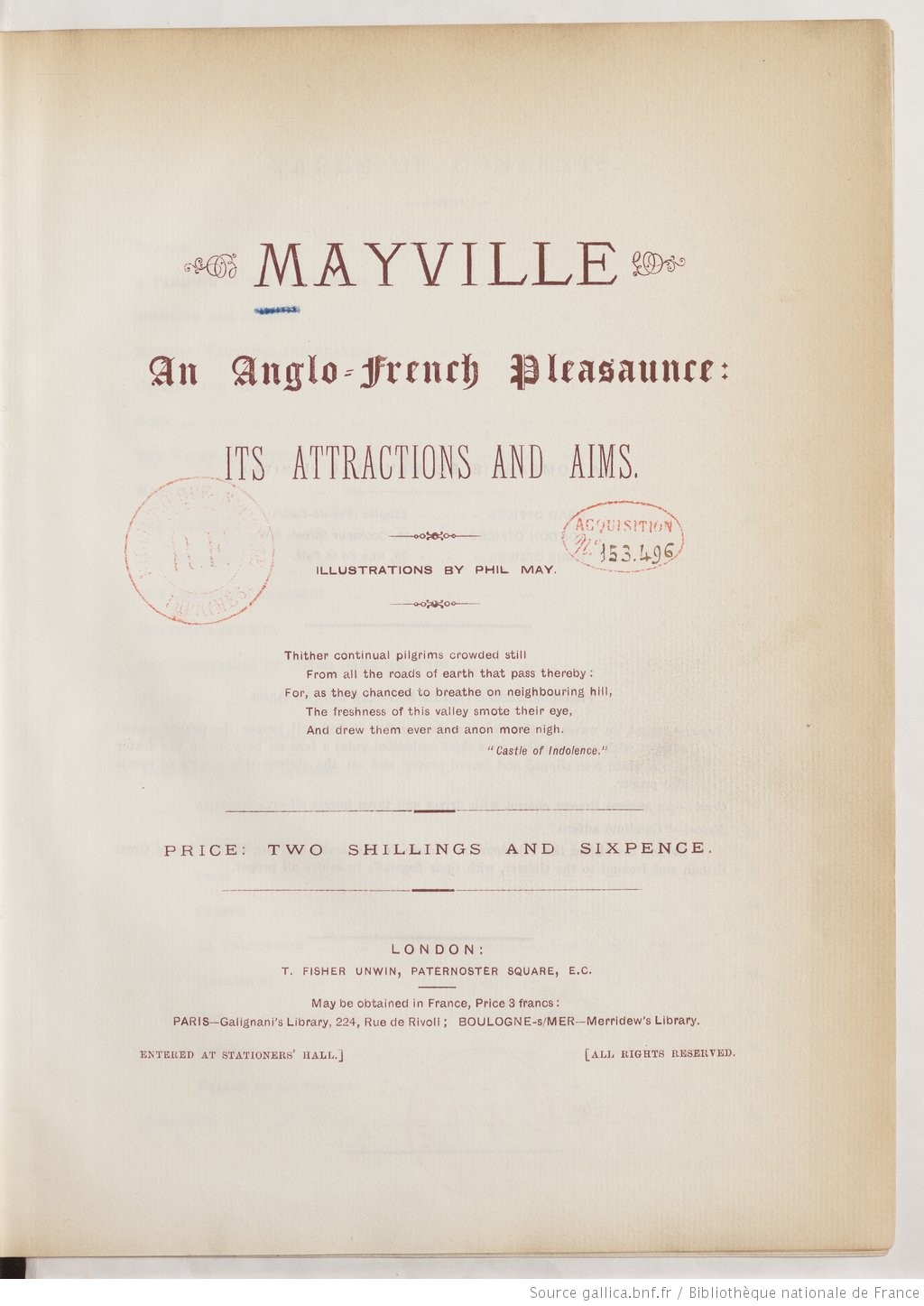
Brochure éditée en 1896.

En 1896 est édité l'ouvrage an anglo-french pleasaunce, illustré par Phil May, qui explique le projet Mayville et ses nombreux atouts. On peut l'acheter en France, pour le prix de 3 francs à Paris librairie Galignani au 224 rue de Rivoli et à Boulogne-sur-Mer librairie Merridew.
La publicité est largement diffusée en Angleterre et aux États-Unis, on y annonce cette plaisance franco-anglaise, avec saison d’été et saison d’hiver, située entre Londres et Paris, avec le climat français, la vie française, et un nouveau bois de Boulogne, dotée d'un centre de sports en plein air.
La compagnie des chemins de fer du Nord donne son accord pour l’établissement d’une voie ferrée jusqu’au centre de Mayville depuis la ligne Paris-Calais.

### Contestation
Après un début prometteur et enthousiaste, en décembre 1894, à l'hôtel des Dunes de Paris-Plage, il présente son projet devant une assemblée qui l'accueille favorablement mais, quelques années après, à la vue du détail du projet, les habitants de Paris-Plage se dressent contre celui-ci, estimant que la gare est trop loin (environ 1,5 kilomètre) et craignent la disparition de leur station. Il faut pourtant noter que Paris-Plage est bien intégré à Mayville. Ernest Legendre et son journal Paris-Plage en appellent au patriotisme, il écrit « Il y avait encore à vendre quelques terrains nus, à l’extrémité des habitations et des élégantes villas : notre insulaire les achète, et le voilà aussitôt qui s’installe à l’anglaise, qui arbore le drapeau britannique et annexe Paris-Plage à l’Angleterre. Que disons-nous ? Paris-Plage ! Il n’existe plus ! Biffé, supprimé, noyé dans Mayville, du nom d’une princesse anglaise à laquelle Sir John Whitley entend faire honneur du territoire conquis. ». La presse parisienne prend le relais, et on peut lire « Ces Anglais prennent des allures de conquérants auxquels toutes les fantaisies sont permises » ou  « Nous sommes encore les maîtres chez nous et les Anglais ne sont pas près de régner de nouveau dans notre ﬁère France qui les expulsa jadis de si verte façon ».

### Abandon
John Whitley finit par renoncer à son projet en 1898, la Mayville Company Ltd est liquidée.
En 1902, après quelques années passées à Hardelot-Plage où il a lancé la station, il rachète aux héritiers Daloz le reste du domaine, grâce à l'aide de son ami banquier Allen Stoneham, et créent, ensemble, le « Touquet Syndicate Ltd » qui sera le début de l'essor de la station balnéaire Paris-Plage qui deviendra Le Touquet-Paris-Plage.

### Héraldique
| Blason de Mayville | Blason  | D'argent à une nef équipée et habillée au naturel, flammée d'argent croiseté de gueules, voguant sur des ondes au naturel mouvant de la pointe ; au chef bastillé de gueules chargé d'une lyre d'or adextrée d'une rose blanche, feuillée et tigée au naturel, et senestrée d'un brin de pyrole aussi au naturel. Devise / CriGaudium adfero « J'apporte la joie » |
| Blason de Mayville | Détails | On note la similitude de ce blason avec celui de la ville de Neufchâtel-Hardelot associé à John Whitley, créateur de la station balnéaire d'Hardelot-Plage. Création de John Whitley avec le concours du College of Arms de Londres. |

## Nom de Mayville
Ce nom de Mayville fait sa réapparition en 1976 avec le hameau de Mayvillage, avenue François-Godin, sur les plans de l'architecte Jacques Labro et, lorsque le Conservatoire du littoral fait l'acquisition, en 1982, d'un terrain situé sur les communes du Touquet-Paris-Plage et de Cucq, qui porte l'appellation les dunes de Mayville, d'une superficie de 76,244 hectares.

## Pour approfondir